# Ai Maeda
Ai Maeda (jap. 前田愛 Maeda Ai; ur. 19 kwietnia 1975 w Kobe) – japońska seiyū oraz piosenkarka. Biegle mówi po angielsku i hiszpańsku. W Japonii i wielu innych krajach znana jest z singli wydanych na potrzebę anime z sagi Digimon, m.in.: Digimon Adventure, Digimon Adventure 02, Digimon Tamers, Digimon Frontier, Digimon Data Squad.
Od 2013 roku jej mężem jest Ryōtarō Okiayu.

## Role głosowe
- Digimon Adventure jako Mimi Tachikawa
- Digimon Adventure 02 jako Mimi Tachikawa
- Mały kotek Feliks i przyjaciele jako Marin Kitty
- Xenosaga jako Shion Uzuki
- Namco × Capcom jako Shion Uzuki
- Beet the Vandel Buster jako Poala
- Samurai Warriors jako Oichi/Samurai Woman
- Zatch Bell! jako Megumi Oumi
- Sentimental Graffiti jako Emiru Nagakura
- Spectral Force 2 jako Range
- Tokimeki Memorial jako Haruhi Nishimoto
- Yes! Pretty Cure 5 jako Karen Minazuki/Cure Aqua
- Kamisama Kazoku jako Kumiko Komori
- Yggdra Union: We'll Never Fight Alone jako Nietzsche/Eudy
- Rune Factory 2 jako Yue/Aria
- Real Sound: Kaze no Regret jako Girls
- Shin Megami Tensei: Persona 4 jako Chihiro Fushimi
- Nurarihyon no mago jako Yura Keikain
- Sailor Moon Crystal jako Setsuna Meiō/Sailor Pluto

## Single
- I Wish (1999) – Digimon Adventure (Ending 1 sezonu)
- Keep On (2000) – Digimon Adventure (Ending 2 sezonu)
- Ashita wa Atashi no Kaze ga Fuku (2000) – Digimon Adventure 02 (Ending 1 sezonu)
- Itsumo Itsudemo (2001) – Digimon Adventure 02 (Ending 2 sezonu)
- My Tomorrow (2001) – Digimon Tamers (Ending 1 sezonu)
- Go!Go!Ready?Go?! (2001) – „Ask Dr. Rin” (Ending)
- Dareyori (2001) – „Ask Dr. Rin” (Opening)
- Kimi no Mirai (2001) – „Ask Dr. Rin” (Ending 2)
- Days: Aijou to nichijou (2001) – Digimon Tamers (Ending 2 sezonu)
- Endless Tale (2002) – Digimon Frontier (Ending, duet z Kouji Wada)
- Resolution (2003) – „F-Zero Falcon Densetsu” - (Ending)
- Sparky☆Start - Nurarihyon no mago (Ending duet z Aya Hirano, Yui Horie) (2010)
- Symphonic Dream - Nurarihyon no mago (Ending duet z Aya Hirano, Yui Horie) (2010)
- I Wish: Tri Version (2015) – „Digimon Tri.” (Ending 1)
- Keep on: Tri Version (2017) – „Digimon Tri.” (Ending 4)
- Lifelight (2018) – „Super Smash Bros. Ultimate” (Opening)